# 余象
在代数中，同态
f: A → B
的余象是域和核的 商:
coim f = A/ker f
根据第一同构定理，余象自然同构于像，如果该定理适用。
更一般地，在范畴论，态射的余象是态射的像的对偶表示。如果f : X → Y，则f的余象(如果存在的话)是满同态 c : X → C使得
1. 存在映射fc : C → Y满足f = fcc，
2. 对于任何满同态z : X → Z满足存在映射fz : Z → Y且f = fzz，存在唯一的映射π : Z → C使得c = πz且fz = fcπ。

## 参加
- 上核